# Alexis Goodlooking and the Case of the Missing Whisky
"Alexis Goodlooking and the Case of the Missing Whisky" é o décimo episódio da sexta temporada da série de televisão de comédia de situação norte-americana 30 Rock, e o 113.° da série em geral. Teve o seu argumento escrito pelo produtor executivo John Riggi, e foi realizado por Michael Slovis. A sua transmissão original ocorreu nos Estados Unidos na noite de 1 de Março de 2012 nos Estados Unidos através da rede de televisão National Broadcasting Company (NBC). Dentre os artistas convidados, estão inclusos Stanley Tucci, Patti LuPone, Susan Sarandon, Drew Gehling, e Albert M. Chan.
No episódio, de modo manter secreto o seu relacionamento com Lynn (interpretada por Sarandon), o argumentista Frank Rossitano (Judah Friedlander) mente para a sua mãe Sylvia (LuPone) dizendo que está em um namoro com Liz Lemon (Tina Fey), sua chefe. Entretanto, as estrelas do TGS, Tracy Jordan (Tracy Morgan) e Jenna Maroney (Jane Krakowski), juntam-se para tentarem resolver o caso do desaparecimento do uísque do produtor Pete Hornberger (Scott Adsit). Não obstante, Jack Donaghy (Alec Baldwin) ensina o estagiário Kenneth Parcell (Jack McBrayer) como derrotar o seu primeiro arqui-inimigo.
Em geral, "Alexis Goodlooking and the Case of the Missing Whisky" foi recebido com opiniões divididas pela crítica especialista em televisão do horário nobre. Embora o enredo tenha sido elogiado, assim como o desempenho de Krakowski e Sarandon, o episódio foi criticado por abandonar elementos importantes da trama rapidamente. De acordo com os dados publicados pelo sistema de registo de audiências Nielsen Ratings, foi assistido por 3,77 milhões de telespectadores ao longo da sua transmissão original norte-americana, e foi-lhe atribuída a classificação de 1,4 e quatro no perfil demográfico dos telespectadores entre os dezoito aos 49 anos de idade.

## Produção

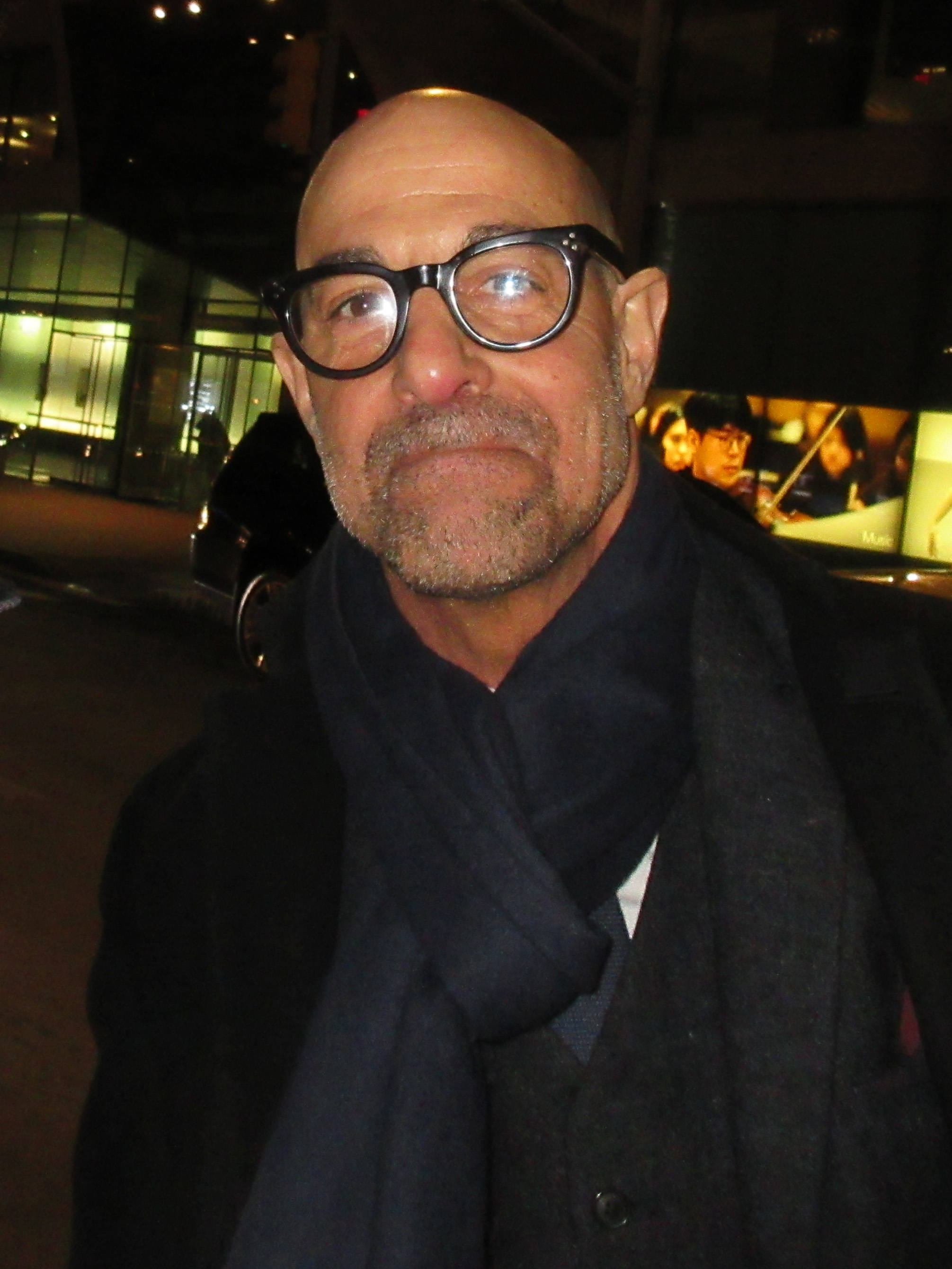
O actor Stanley Tucci fez uma participação no episódio.

"Alexis Goodlooking and the Case of the Missing Whisky" é o décimo episódio da sexta temporada de 30 Rock. Teve o seu enredo escrito por John Riggi, produtor executivo do seriado, e foi realizado por Michael Slovis. Para Riggi, que além de argumentista também já ficou encarregue da realização de dez episódios de 30 Rock, este foi o seu décimo trabalho como guionista na série, enquanto que para Slovis foi o seu único.
"Alexis Goodlooking and the Case of the Missing Whisky" marcou a segunda e última participação da actriz Susan Sarandon em 30 Rock, após a sua estreia em "Queen of Jordan" como Lynn Onkman, a antiga professora de Frank Rossitano durante o ensino médio. O episódio também viu a actriz Patti LuPone a fazer a sua terceira e última aparição no seriado como Silvia Rossitano, mãe de Frank. LuPone já havia anteriormente participado de "Goodbye, My Friend" na terceira temporada e "The Moms" na quarta temporada. Outra participação especial foi a do actor Stanley Tucci, intérprete da personagem Henry Warren.
Na cena na qual as personagens Jenna e Tracy entrevistam John D. Lutz (John Lutz), este empilha resmas de papel nas plataformas ininterruptamente enquanto interage com os dois primeiros. Esta acção, assim como a primeira frase do diálogo, são uma referência ao comediante John Mulaney, antigo membro da equipa de argumentistas do programa de televisão humorístico Saturday Night Live (SNL) que já apresentou uma sequência de comédia stand-up sobre o seriado Law & Order que consiste em homens de entrega a descarregarem encomendas enquanto são interrogados por detectives de homicídio. Vários outros membros do elenco do SNL já fizeram uma participação em 30 Rock, incluindo Rachel Dratch, Jason Sudeikis, Molly Shannon, Siobhan Fallon Hogan, Andy Samberg, Chris Parnell, Fred Armisen, Kristen Wiig, Will Forte, Horatio Sanz, e Jan Hooks. Ambos Tina Fey e Tracy Morgan fizeram parte do elenco principal do SNL, com Fey sendo a argumentista-chefe do programa entre 1999 e 2006. O actor Alec Baldwin também apresentou o Saturday Night Live por dezassete vezes, o maior número de episódios por qualquer personalidade.
A cena na qual Liz explica que consegue sentir a tristeza e desgosto amoroso através das almôndegas recheadas de lágrimas de Frank é uma alusão ao filme Como agua para chocolate (1992). Por sua vez, o actor e comediante Judah Friedlander, intérprete de Frank em 30 Rock, é conhecido pelos seus bonés de camioneiro de marca registada que usa dentro e fora da personagem Frank. Os chapéus normalmente apresentam palavras ou frases curtas estampadas neles. Friedlander afirmou que ele próprio é quem faz os acessórios. Revelou também que "alguns deles são brincadeiras íntimas, e alguns são simplesmente piadas." A ideia veio do persona de Friedlander nas suas apresentações de comédia stand-up, nas quais os objectos de adorno estão todos estampados com a escrita "campeão mundial" em línguas e aparências diferentes. Em "Alexis Goodlooking and the Case of the Missing Whisky", Frank usa bonés que leem "Cryptid", "Be Cool Liz", e "Suplex".
Um comentário em áudio de "Alexis Goodlooking and the Case of the Missing Whisky" narrado por Friedlander foi incluso como elemento bónus do segundo disco do DVD da sexta temporada de 30 Rock.

## Enredo

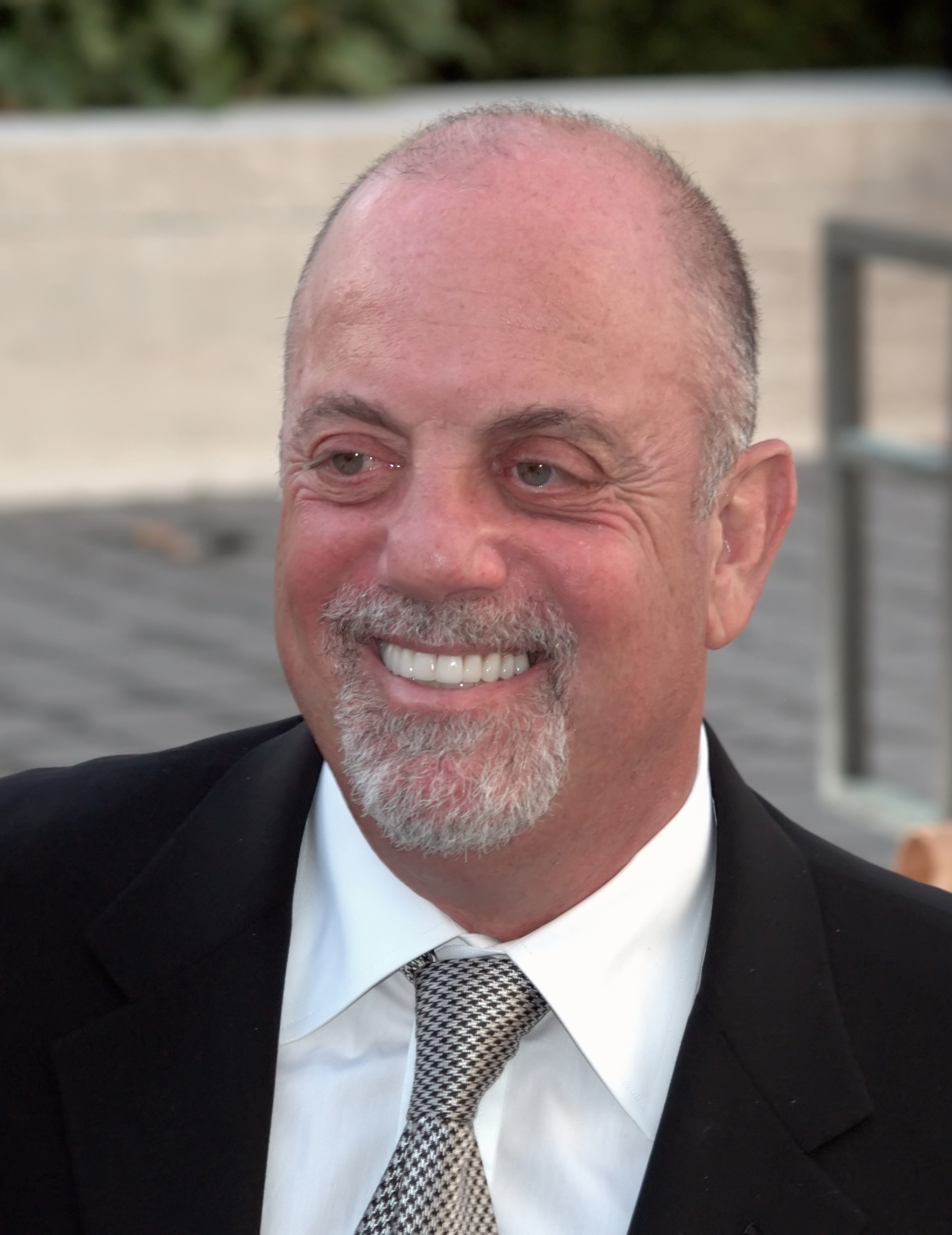
Uma versão modificada de "Piano Man" (1973), composta por Billy Joel, foi cantada no episódio.

Silvia, a mãe de Frank Rossitano (Judah Friedlander), reprimende Liz Lemon (Tina Fey) no escritório dos argumentistas do TGS por alegadamente ter um caso amoroso com o seu filho, porém, mais tarde aprova o relacionamento. Depois que esta abandona a sala, Frank admite à sua chefe ter mentido sobre o relacionamento de modoa encobrir o caso amoroso de longo tempo que vinha tendo com Lynn Onkman (Susan Sarandon), sua antiga professora do ensino médio. Quando Frank inventa que Liz está doente para que não tenha que sair para jantar com Silvia, esta aparece no apartamento de Liz com Frank e uma refeição caseira italiana. Interessada na comida, Liz alinha na mentira até Frank acabar por revelar toda a verdade à sua mãe, o que culmina no seu rompimento com Lynn. Embora afirme estar bem, Liz apercebe-se que o seu colega está a sofrer um desgosto amoroso e, então, orquestra uma reunião entre Silvia, Frank e Lynn no seu escritório, no qual Silvia finalmentr aprova o relacionamento do seu filho com a sua antiga professora.
Entretanto, Jack (Alec Baldwin) conhece o novo colega de Kenneth Parcell (Jack McBrayer) no departamento de normas e práticas. Inicialmente, Jack suspeita que este tenha um plano para destruir Kenneth, pelo que avisa o seu amigo a destruí-lo primeiro e ainda instrui-o sobre como o fazer. Kenneth, relutante sobre tomar esta atitude, decide investigar e descobre Henry Warren (Stanley Tucci), um antigo colega de Jack a quem este destruiu a carreira décadas atrás. Jack sente-se culpado por ter transformado Kenneth em um monstro, todavia, não o consegue persuadir a não ir avante com o seu plano de destruição. 
Não obstante, quando alguém no escritório do TGS bebe o uísque especial do produtor Pete Hornberger (Scott Adsit), Jenna Maroney (Jane Krakowski) ressuscita uma personagem antiga que interpretou em um programa de televisão policial, e usa as técnicas de investigação que aprendeu enquanto representava a personagem para descobrir quem teria bebido o uísque. Com a ajuda de Tracy Jordan (Tracy Morgan), ela descobre que ambos James "Toofer" Spurlock (Keith Powell) e Lutz (John Lutz) são culpados. Ao invés de revelar a traição ao produtor, com o receio de partir o seu coração, Jenna força os argumentistas a passarem uma noite com ele a fingir que gostam das suas anedotas aborrecidas. Próximo ao fim do episódio, Pete canta uma versão modificada do tema "Piano Man" (1973), composta e originalmente gravada pelo músico norte-americano Billy Joel.

## Repercussão
Nos Estados Unidos, "Alexis Goodlooking and the Case of the Missing Whisky" foi transmitido através da NBC na noite de 1 de Março de 2012. De acordo com as estatísticas publicadas pelo sistema de mediação de audiências Nielsen Ratings, foi assistido em uma média de 3,77 milhões de agregados familiares durante a sua transmissão original norte-americana. Recebeu também a classificação de 1,4 e quatro de share no perfil demográfico dos telespectadores entre os dezoito aos 49 anos de idade, o que significa que ele foi visto por 1,4 por cento de todas as pessoas dos 18 aos 49 anos de idade, e por quatro por cento de todas as pessoas dos dezoito aos 49 anos de idade dentre as que estavam a assistir à televisão no momento da transmissão. Em relação ao episódio transmitido na semana anterior, "Leap Day", este registou um aumento de um por cento e, em relação ao transmitido duas semanas antes, "The Tuxedo Begins", um aumento de quatro por cento.
Phil Dyess-Nugent, para o jornal de entretenimento The A.V. Club, atribuiu a classificação de B, de uma escala de A à F, elogiando bastante o episódio como um todo, assim como o desempenho do elenco, inclusive o das estrelas convidadas, e particularmente o de Jane Krakowski, a quem vangloriou por ter tido a chance de fazer algo diferente. Sobre a amizade de Jack e Kenneth, o analista descreveu-a como "um dos melhores bromances de sempre." Todavia, criticou Tina Fey por não "ter sido generosa para com Liz Lemon. Em alguns dos episódios mais loucos, Fey basicamente discartou tudo que foi estabelecido sobre a sua personagem para que pudesse fazer algo insano o suficiente para se enquadrar, mesmo se significasse transfomar-se em uma mulher psicótica sobre um saco de plástico." Todavia, embora também tenha elogiado o enredo na sua análise para o portal LGBT AfterEllen.com, Dorothy Snarker elogiou o enredo do episódio por ter permitido a Liz "encontrar novos sucessos (o seu novo contracto grande), nova estabilidade (o seu namorado Criss) e um novo perseguidor (a nova estagiária Hazel – Kristen Schaal — irá voltar, certo?). Então agora Jack virou a sua atenção e esperteza empresarial à Kenneth." Michael Arbeiter, para o portal Hollywood.com, foi um pouco mais crítico para com "Alexis Goodlooking and the Case of the Missing Whisky", reclamando sobre o facto de o enredo envolvendo Liz e Frank não ter sido prolongado, "um problema constante de 30 Rock", segundo ele. Além disso, criticou ainda a sátira de Law & Order que fez o episódio ficar um pouco "aborrecido, especialmente se comparado com 'Leap Day'."
Em um diálogo com a personagem representada por Tucci, Jack revela que o sofá do seu escritório foi produzido por Seabiscuit. Na vida real, Seabiscuit foi um cavalo puro-sangue inglês de corridas norte-americano que teve um filme biográfico homonónimo co-estrelado por Tobey Maguire, Jeff Bridges e Chris Cooper produzido e lançado em 2003. Esta sequência foi inclusa na "Lista Completa das Piadas sobre Desportos que fizeram de 30 Rock Espetacular", publicada pelo portal Upprox em Novembro de 2017. Susan Sarandon foi posicionada no segundo lugar da lista das 25 melhores participações especiais de 30 Rock, publicada pela revista Vanity Fair, enquanto foi colocada no 27.° posto da lista das trinta melhores participações especiais da Entertainment Weekly. Não obstante, por sua vez, Patti LuPone foi inclusa na lista das dozes estrelas da Broadway que fizeram participações em 30 Rock.